# Lichenophanes verrucosus
Lichenophanes verrucosus är en skalbaggsart som först beskrevs av Henry Stephen Gorham 1883.  Lichenophanes verrucosus ingår i släktet Lichenophanes och familjen kapuschongbaggar. Inga underarter finns listade i Catalogue of Life.